# NAUI
National Association of Underwater Instructors (NAUI) este una dintre cele mai importante asociații internaționale de brevetare a scafandrilor și instructorilor de scufundare la nivel mondial având în prezent cel mai mare număr de cluburi afiliate. Din anul 1997 sediul central se află la Tampa, Florida, S.U.A.
NAUI deține oficial certificat CE și certificat ISO din anul 2007, la toate cele trei niveluri de brevetare pentru scafandru, precum și ambele niveluri pentru instructor de scufundare.
NAUI a fost fondată de Albert Tillman și Neal Hess în anul 1959. În august 1960, primul curs de brevetare pentru instructor NAUI a avut loc la Shamrock  Hotel Hilton din Houston, cu 72 de candidați. 

Un an mai târziu, în octombrie 1961, NAUI este înregistrată în statul California ca o organizatie non-profit de educație. Al Tillman a fost primul președinte și Neal Hess, secretar executiv. Alți membri ai consiliului de conducere au fost John C. Jones de la Crucea Roșie și Garry Howland ofițer în United States Air Force.
Printre membrii de onoare ai NAUI s-au situat Jacques-Yves Cousteau, Albert R. Behnke pionier în medicina scufundării, Buster Crabbe fost campion olimpic de înot și actor de cinema, actorul Lloyd Bridges, care prin personajul "Mike Nelson" din serialul de televiziune "Sea Hunt", difuzat în S.U.A. între 1958 și 1961 a contribuit la popularizarea scufundării sportive nu numai în S.U.A. dar și internațional.
NAUI a menținut în permanență o poziție de frunte printre organizațiile și asociațiile similare, fiind prima care introduce în anul 1992 utilizarea amestecurilor respiratorii sintetice Nitrox (azot-oxigen) pentru scufundări cu caracter sportiv și prin menținerea unui program de brevetare în continuă inovare și un înalt standard de securitate a scufundării.
După standardizarea tabelelor de decompresie U.S. Navy  pentru scufundarea sportivă în anul 1980, NAUI elaborează propriile tabele de decompresie derivate din acestea, având factor sporit de securitate.
În prezent NAUI se bucură de multă popularitate în S.U.A., numeroase personalități din S.U.A. posedă brevet de scafandri NAUI cum ar fi Kevin Costner, Lou Gossett Jr., Cameron Diaz, Tiger Woods etc. 
Principalele universități, colegii și alte instituții din S.U.A. care au incluse programe de scufundare, își îndrumă elevii și studenții să obțină brevetul de scafandru sau de instructor de la NAUI, de asemenea personalul din cadrul US Navy, SEAL, Forțe Speciale, și astronauții de la NASA pentru obținerea brevetelor civile de scufundare.

## Brevete de scufundare
NAUI oferă numeroase cursuri de brevetare la toate nivelurile de pregătire, cele arătate mai jos fiind cele mai populare.

### Scufundare sportivă
- Scufundare liberă
- Scafandru sportiv Nivel 1, 2 și 3

### Brevete pe specialitate
- Scufundare de adâncime
- Scufundare cu costum uscat
- Căutare și recuperare
- Arheologie subacvatică
- Ecologie subacvatică
- Fotografiere subacvatică

### Brevete de instructor
- Instructor scufundare liberă
- Instructor scufundare sportivă Nivel 1 și 2

### Brevete scufundare cu caracter tehnic
- Scufundare în peșteri (Nivel 1, 2 și 3)
- Utilizare aparat recirculator
- Scufundare sub gheață
- Tehnician preparare amestecuri sintetice
- Scufundare cu amestec Trimix (Nivel 1 și 2)

## NAUI în România
- Carpatica Dive Center
- Delphi
- InDeep Club Arhivat în 25 iulie 2010, la Wayback Machine.
- Patrician Activ Arhivat în 8 mai 2010, la Wayback Machine.
- ScubaDiver Center
- www.dive-romania.ro Arhivat în 21 noiembrie 2010, la Wayback Machine.
- Marine Explorers
- Ion Buncea's Diving School Arhivat în 18 ianuarie 2013, la Wayback Machine.